# Oliwiaczek czerwonodzioby
Oliwiaczek czerwonodzioby (Zimmerius cinereicapilla) – gatunek małego ptaka z rodziny tyrankowatych (Tyrannidae). Występuje w Ekwadorze, Peru i Boliwii. Nie jest zagrożony wyginięciem.

## Systematyka
Gatunek ten po raz pierwszy zgodnie z zasadami nazewnictwa binominalnego opisał w 1873 roku niemiecki ornitolog Jean Cabanis na łamach czasopisma „Journal für Ornithologie”. Autor nadał nowemu gatunkowi nazwę Phyllomyias cinereicapilla. Holotyp (samicę) odłowił polski przyrodnik i podróżnik Konstanty Jelski; miejsce typowe to Monterico, Ayacucho, Peru.
Obecnie gatunek umieszczany jest w rodzaju Zimmerius. Nie wyróżnia się podgatunków.

## Zasięg występowania
Zasięg występowania gatunku, szacowany na 727 tysięcy km², obejmuje wschodnie zbocza Andów, od północnego Ekwadoru przez Peru po północno-zachodnią Boliwię.

## Morfologia
Całkowita długość ciała około 11,5–12 cm, masa ciała 11–13 g. Wymiary zebrane z samicy: skrzydło 56 mm, ogon 46 mm, dziób 12 mm, skok 15 mm.
Obie płcie są do siebie podobne. Wierzch ciała ciemnooliwkowy. Pierś jasnooliwkowa, na brzuchu przechodząca w żółty. Czoło, wierzch głowy i policzki szare. Skrzydła szare, górna część dzioba czarna, dolna fioletowawa. Tęczówki żółte.

## Ekologia
Środowisko życia oliwiaczka czerwonodziobego stanowią wilgotne górskie i podgórskie lasy na wysokości 750–1780 m n.p.m. Preferuje obrzeża lasów i przecinki, ale spotykany też w głębi lasów. Zazwyczaj przebywa w koronach drzew.
Żywi się przeważnie owadami, ale w skład jego diety wchodzą także owoce, m.in. roślin z rodziny gązewnikowatych (Loranthaceae).
Brak szczegółowych informacji o rozrodzie. Gniazdo to prawdopodobnie kulista struktura z bocznym wejściem, podobnie jak u gatunków blisko spokrewnionych.

## Status zagrożenia
IUCN od 2024 roku uznaje oliwiaczka czerwonodziobego za gatunek najmniejszej troski (LC, Least Concern); od 2012 roku był on klasyfikowany jako narażony na wyginięcie (VU, Vulnerable), a wcześniej miał status najmniejszej troski. Całkowita liczebność populacji nie jest znana, jednakże ma trend spadkowy. Rozmieszczenie określone jako skupiskowe i nieczęste. W oparciu o analizę zdjęć satelitarnych (program Global Forest Watch) szacuje się, że w ciągu 10 lat (3 pokolenia) 5% środowiska oliwiaczka czerwonodziobego ulega wylesieniu. Wycinka lasów prowadzona jest celem pozyskania drewna oraz uzyskania miejsca dla rolnictwa, przemysłu wydobywczego i budowy dróg.